# I Want to Live
«I Want to Live» (Я хочу жить) — промосингл с альбома Unleashed христианской рок-группы Skillet.

## О песне
«I Want to Live» Джон решил написать после того, как одной ночью, после концерта в России, их поклонница передала группе письмо, в котором рассказывала про свою жизнь. Она страдала депрессией, над ней смеялись в школе и она даже подумывала о самоубийстве, но музыка Skillet заставила её хотеть жить. «Я был по-настоящему впечатлен этой строчкой: „I want to live“», — вспоминает Джон. Припев для песни Купер написал когда бродил по улицам Москвы.

## Позиция в чартах
| Чарт                | Высшая позиция |
| ------------------- | -------------- |
| Hot Christian Songs | 19             |
| Hot Rock Songs      | 38             |

## Участники записи
- Джон Купер — ведущий вокал, бас-гитара
- Кори Купер — ритм-гитара, клавишные
- Джен Леджер — ударные, бэк-вокал
- Сет Моррисон — соло-гитара